# Lê Thanh Sơn
Lê Thanh Sơn (sinh năm 1940) là một Anh hùng lực lượng vũ trang nhân dân, tướng lĩnh Quân đội nhân dân Việt Nam, cấp bậc Thiếu tướng. Ông nguyên là Chỉ huy trưởng Bộ Chỉ huy Quân sự tỉnh Cần Thơ. Ông nguyên là Trưởng ban liên lạc Tiểu đoàn Tây Đô..

## Xuất thân
Thiếu tướng Lê Thanh Sơn sinh năm 1940 ở Vĩnh Hòa, Trà Quơn, huyện Rạch Giá, tỉnh Kiên Giang, trong một gia đình có truyền thống cách mạng. Cha đẻ của ông là ông Lê Văn Dụ, từng là Trưởng ty Công an tỉnh Rạch Giá (ngang Giám Đốc Công an tỉnh ngày nay).

## Sự nghiệp
Khởi đầu cho binh nghiệp của ông là gia nhập vào du kích xã Trường Long (nay huyện Phong Điền, TP Cần Thơ), đánh trận đầu tiên lấy đồn Vàm Bi năm 1960. Sau 1 tháng gia nhập vào đội du kích của xã, ông chính thức được làm Tiểu đội trưởng tiểu đội du kích. Đến cuối tháng 12 năm 1960, Lê Thanh Sơn được chính thức kết nạp vào Đảng Cộng sản Việt Nam.
Đây là bước đệm đầu tiên để ông trở thành vị chỉ huy Đại đội 23, rồi làm chỉ huy trưởng Tiểu đoàn Tây Đô. Sau khi làm nghĩa vụ quốc tế ở Campuchia trở về, năm 1978 Lê Thanh Sơn chính thức được phong hàm Thiếu tướng Quân đội nhân dân Việt Nam.
Sau này ông giữ chức vụ Chỉ huy trưởng Bộ Chỉ huy Quân sự tỉnh Cần Thơ (nay là thành phố Cần Thơ). Đến đầu năm 2001, ông nghỉ hưu theo chế độ.
Trong quá trình chiến đấu và công tác, Thiếu tướng Lê Thanh Sơn đã được Chủ tịch nước Cộng hòa xã hội chủ nghĩa Việt Nam phong tặng danh hiệu Anh hùng Lực lượng vũ trang nhân dân Việt Nam.

## Hoạt động xã hội
Năm 2001, sau khi nghỉ theo chế độ, Thiếu tướng Lê Thanh Sơn liền vận động các đồng đội cũ đã về hưu, thành lập Ban liên lạc Tiểu đoàn Tây Đô (BLLTĐTĐ) với mục đích kết nối và hỗ trợ các cựu chiến binh gặp khó khăn trong thời bình. Ngày 20/3/2002, UBND tỉnh Cần Thơ cho phép thành lập Ban Liên lạc, Thiếu tướng Lê Thanh Sơn làm Trưởng ban. Đến 24/6/2002, Ban Liên lạc cựu chiến binh Tiểu đoàn Tây Đô chính thức ra mắt và đi vào hoạt động.
Cho đến nay, đã có 21 tiểu ban cựu chiến binh Tiểu đoàn Tây Đô (thuộc phân ban TP Cần Thơ và phân ban Sóc Trăng) với hơn 3.000 thành viên tham gia sinh hoạt. BLLTĐTĐ cũng đã vận động và xây dựng hơn 1.000 căn nhà tặng các cựu chiến binh, thương binh nghèo vượt khó với tổng số tiền đóng góp xây dựng trên 42 tỷ đồng.

## Lịch sử thụ phong quân hàm
| Năm thụ phong | –                                            | –                                                   | –                                         | –                                       | –                                                    | –                                         | –                                                | 1978                                            |
| ------------- | -------------------------------------------- | --------------------------------------------------- | ----------------------------------------- | --------------------------------------- | ---------------------------------------------------- | ----------------------------------------- | ------------------------------------------------ | ----------------------------------------------- |
| Quân hàm      | Tập tin:Vietnam People's Army Lieutenant.jpg | Tập tin:Vietnam People's Army Senior Lieutenant.jpg | Tập tin:Vietnam People's Army Captain.jpg | Tập tin:Vietnam People's Army Major.jpg | Tập tin:Vietnam People's Army Lieutenant Colonel.jpg | Tập tin:Vietnam People's Army Colonel.jpg | Tập tin:Vietnam People's Army Senior Colonel.jpg | Tập tin:Vietnam People's Army Major General.jpg |
| Cấp bậc       | Trung úy                                     | Thượng úy                                           | Đại úy                                    | Thiếu tá                                | Trung tá                                             | Thượng tá                                 | Đại tá                                           | Thiếu tướng                                     |